# Movimento quasiperiódico
Movimento quasiperiódico, em matemática e física teórica, de forma geral, é o tipo de movimento executado por um sistema dinâmico contendo duas frequências incomensuráveis.